# 藤井桑正
藤井 桑正（ふじい そうしょう、1920年9月9日 - 2000年8月5日）は朝日放送（ABC）元会長・社長。

## 来歴・人物
大阪府泉南市出身。大阪府立岸和田高等学校、東京帝国大学経済学部卒業後、朝日新聞社へ入社。その後、朝日放送へ中途入社。営業局長、編成局長、総務局長、1974年常務、1979年専務、1983年副社長を経て、1990年6月社長に就任。1995年6月会長へ就任。1999年に相談役へ退く。その他には日本民間放送連盟副会長も務めた。2000年8月5日、胃ガンのため79歳で死去。

## エピソード
社長時代の1992年頃、やしきたかじんが警備員の態度の悪さに腹を立て、ラジオ番組内で「（朝日は）アホから偉くなる放送局」と発言し、当時の副社長が激怒した事件があり、副社長は口論の末、たかじんに一生立ち入り禁止処分を下した。その直後、たかじんが「（朝日の事を）ボロクソ言うたら」と吐き捨て、副社長が徹底抗戦に入ろうとしたが「こんなことしたらタレントがおらんようになる」と藤井が発言し仲裁した人物であり、たかじんは一週間だけ謹慎した後、放送復帰した。